# 菲爾莫爾 (明尼蘇達州)
菲爾莫爾（英語：Fillmore）是位於美國明尼蘇達州菲爾莫爾縣的一個非建制地區。

## 歷史
菲爾莫爾於1855年成立，同年設立郵局，其後於1905年停運。

## 地理
菲爾莫爾所處的海拔為高於海平面317米（即1040英呎），而該地所採用的時區為UTC-6，即北美中部時區（CST）。同時該地設有夏令時間，為UTC-6調快一小時，即UTC-5（CDT）。